# Isis Taylor
Asriela Chava Baker, connue sous le nom de scène Isis Taylor et née le 23 octobre 1989 à San Francisco en Californie, est une actrice américaine de films pornographiques.

## Biographie
Isis Taylor est née Asriela Chava Baker le 23 octobre 1989 à San Francisco, en Californie. Elle est d'ascendance mixte écossaise, israélienne et péruvienne. Isis a perdu sa virginité à l'âge de 13 ans. Taylor a déjà travaillé comme strip-teaseuse à Junction City, dans le Kentucky. Elle a commencé à jouer dans des films hardcore explicites à l'âge de dix-neuf ans en 2008. Taylor était Hustler Honey pour novembre 2009 et Penthouse Pet de septembre 2010. Isis a été nommée pour un XRCO Award pour Cream Dream en 2010 et un AVN Award pour Unsung Starlet of the Year en 2011. Elle a remporté un XFANZ Award pour la nouvelle starlette de l'année en 2010. Taylor est mariée à l'étalon porno et fréquente la co-star Ethan Hunt.

## Filmographie sélective
- 2008 : Water Bondage 18: Aria Giovanni Is Here
- 2009 : Barely Legal 98
- 2009 : Cougars Love Kittens
- 2010 : Molly's Life 6
- 2010 : We Live Together 13
- 2011 : Penthouse's Guide to Sex Positions
- 2011 : Lesbian Adventures: Wet Panties Trib 1
- 2012 : Meow! 2
- 2012 : Women Seeking Women 89
- 2013 : MILF and Teen Lesbian Lovers
- 2013 : That's A Nice Ass
- 2014 : All Girl Toys and Strapons
- 2014 : Worldwide Sluts
- 2015 : Fuck Party
- 2015 : House of Pussy
- 2016 : Totally Asa

## Distinctions
Récompenses
- 2010 : XFANZ Award - New Starlet of the Year

Nominations
- 2010 : FAME Award - Finaliste - Favorite New Starlet
- 2010 : AVN Award - Best POV Sex Scene - Pound the Round POV
- 2010 : XRCO Award - Cream Dream
- 2010 : XBIZ Award - New Starlet of the Year
- 2011 : AVN Award - Unsung Starlet of the Year
- 2011 : XBIZ Award - Porn Star Site of the Year - IsisTaylorXXX.com
- 2012 : AVN Award - Most Outrageous Sex Scene - Rocco's American Adventures